# Island City (Oregon)
Pour les articles homonymes, voir Island City.
Island City est une municipalité américaine située dans le comté d'Union en Oregon.
Lors du recensement de 2010, sa population est de 989 habitants. La municipalité s'étend sur 0,98 mille carré (2,54 km2).
Island City se développe autour du commerce de Charles Goodenough, ouvert en 1874. Elle doit son nom à sa situation sur une île de la Grande Ronde. Elle devient une municipalité le 12 février 1904.